# Propagurus deprofundis
Propagurus deprofundis is een tienpotigensoort uit de familie van de Paguridae. De wetenschappelijke naam van de soort is voor het eerst geldig gepubliceerd in 1924 door Stebbing.